# Hold Your Colour (Bipolar Vocal Mix)
Hold Your Colour (Bipolar Vocal Mix) è un singolo del gruppo musicale australiano Pendulum, pubblicato il 13 febbraio 2006 come terzo estratto dal primo album in studio Hold Your Colour.
Il brano è stato in seguito remixato dai Noisia ed inserito nell'album di remix The Reworks del 2018.

## Tracce
Testi e musiche di Rob Swire.
CD singolo (Regno Unito)
1. Hold Your Colour (Radio Edit) – 3:33
2. Hold Your Colour (Bi-Polar Mix) – 4:13
3. Hold Your Colour (Album Version) – 5:30
4. Streamline – 5:25

12" (Regno Unito)
- Lato A

1. Hold Your Colour (Bipolar Vocal Mix) – 4:13

- Lato B

1. Streamline – 5:25

Download digitale
1. Hold Your Colour (Extended Bipolar Mix) – 4:11
2. Hold Your Colour (Bi-Polar Mix) – 3:51
3. Hold Your Colour (Bi-Polar Radio Edit) – 3:31
4. Hold Your Colour – 5:28

## Formazione
- Rob Swire – voce, produzione
- Andrew Goddard – chitarra
- Jon Stockman – basso

## Classifiche
| Classifica (2006)   | Posizione massima |
| ------------------- | ----------------- |
| Regno Unito         | 83                |
| Regno Unito (dance) | 4                 |